# Tuchfabrik C.S. Elias

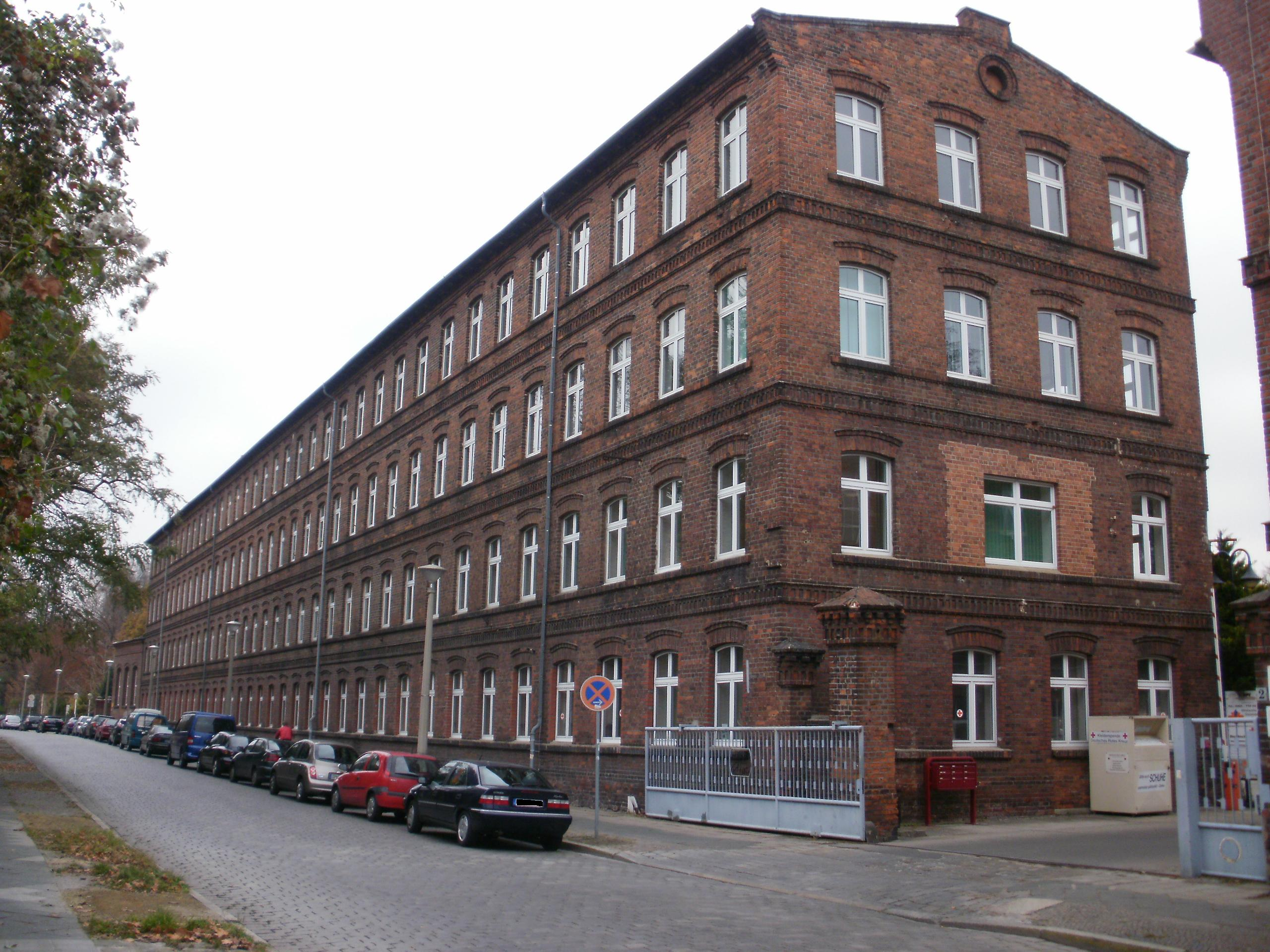
Hauptgebäude der ehemaligen Tuchfabrik

Das Ensemble Ostrower Damm 1–3 Tuchfabrik C.S. Elias in Cottbus (Brandenburg) mit den Fabrikgebäuden und zwei Fabrikantenvillen ist an der Ostseite des Ostrower Damms zwischen Ostrower Steg und Inselstraße zu finden. Die Fabrikgebäude sind zwischen den Villen mit ihren Gärten angeordnet.

## Geschichte
Carl Samuel Elias, dessen Vater Johann Samuel Elias 1800 die Tuchmacherdynastie gründete, hatte bereits seit 1831 eine Fabrik geführt, die er schon 1869 mit einem Dampfwerk betrieb. Im Jahr 1870 wurde, noch unter der Adresse Spremberger Vorstadt 31b, die erste Bauerlaubnis für ein Fabrikgebäude zur Aufstellung von Spinn-, Web- und Zwirnmaschinen, ein Maschinen- und Kesselhaus und Remisen- und Lagergebäude am Westufer des Inselgrabens erteilt.
Im Jahr 1874 gehörte das zu einem Vollbetrieb mit Färberei, Spinnerei, Walkerei, Appretur und 141 Beschäftigten ausgebaute Unternehmen zu den drei größten Cottbuser Tuchfabriken. Ernst Elias übernahm 1880 die Firma von seinem Vater und ließ in den Folgejahren im Zuge der Erweiterung weitere Fabrikationsgebäude errichten. Die Tuchfabrik existierte bis in die 1930er-Jahre.
Von 1942 bis 1945 produzierten die Focke-Wulf-Werke Bremen hier Flugzeugteile. Nach dem Krieg war die Fabrik vorübergehend wieder ein Tuchproduktionsstandort – als die VEB Wollwarenfabrik Werk 3. Ab Mitte der 1950er-Jahre war hier unter anderem eine Zweigstelle der VEB Geräte- und Reglerwerks Teltow untergebracht.
Anfang der 1990er-Jahre erfolgte eine Instandsetzung zum Firmensitz eines Geschäftsbereichs des ABB Automatisierungsanlagen Cottbus GmbH.

## Villen und Gärten
Villa Ostrower Damm 1:

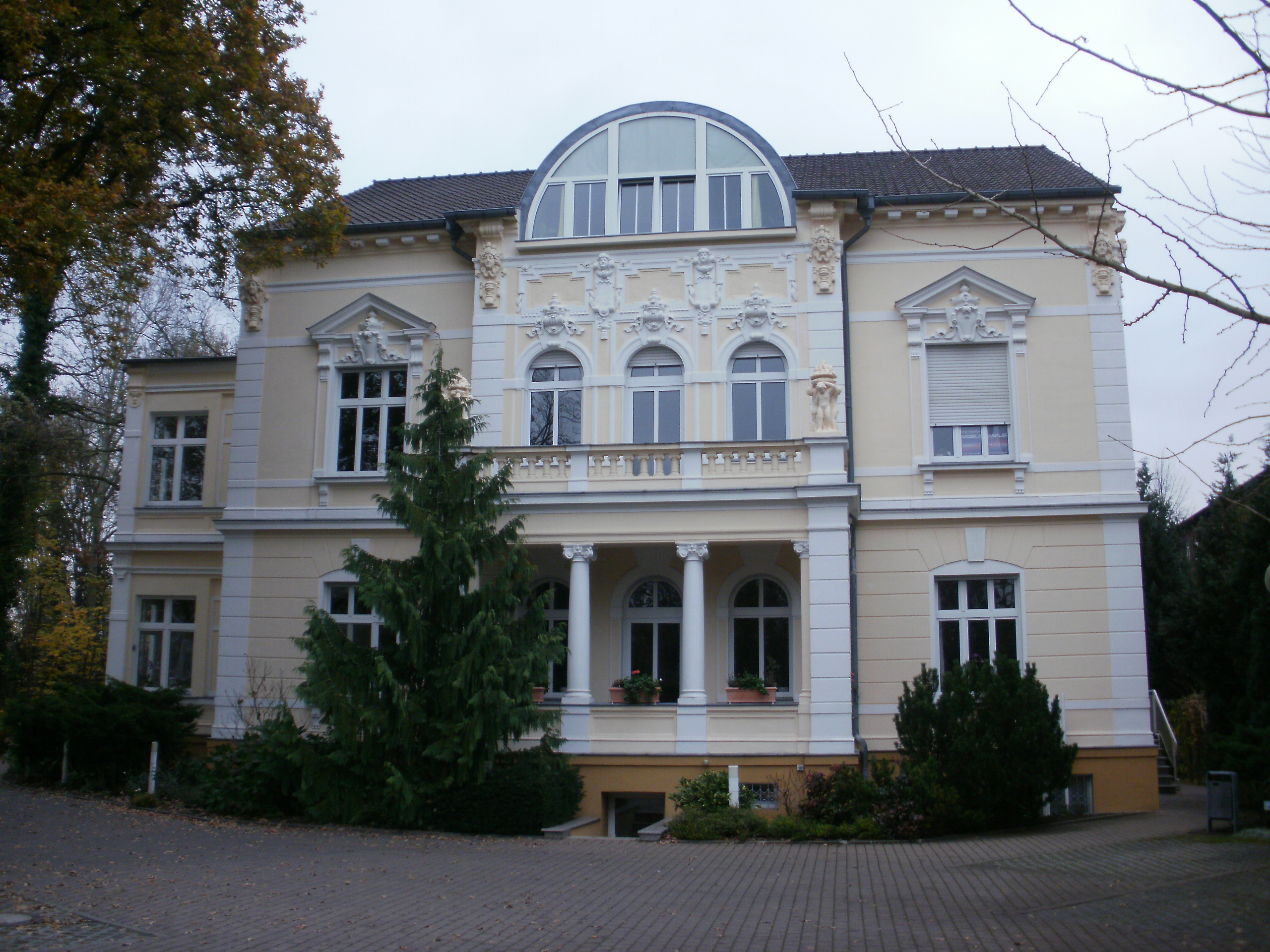
Villa Ostrower Damm 1

Die Villa Ostrower Damm 1 entstand 1874 als Wohnhaus für die Witwe Klingmüller und wurde später von C.S. Elias als Direktorenwohnsitz übernommen. Im Jahr 1899 erfolgte eine Neugestaltung des Inneren und der Fassade durch das Baugeschäft Hermann Pabel & Co. 1965 wurde die Villa zu einer Kinderkrippe umgebaut, dabei wurde der östliche Söller aufgestockt. Bei der Modernisierung 1992/93 wurde unter anderen der straßenseitige Dreiecksgiebel durch einen modernen Rundgiebel ersetzt. Im Zuge dieser Restaurierung wurde auch das Innere gravierend aus- und umgebaut. Die Villa ist ein zweigeschossiger Putzbau mit Satteldach. Das Erdgeschoss ist mit einer Putzbänderung überzogen, die Hausecken sind durch genutete Lisenen mit aufgesetzten Maskenkonsolen akzentuiert. Die Fenster unterschiedlicher Form sind mit variierenden Rahmungen versehen. An der Straßenfassade befindet sich ein Mittelrisalit mit Rundbogenfenstern und einem Altananbau, auf dessen Eckpfosten des Brückengeländers sich Putti befinden, die Fruchtkörbe tragen. Die Obergeschossfenster des Risalits sind üppig verziert; der Scheitelpunkt jeweils mit stark plastischer Kartusche, darüber Blendfelder; zwischen ihnen Masken und Feston-Verzierung. Heute sind in der Villa Praxen und Büros untergebracht.
Der Garten der Villa ist südlich von den Fabrikgebäuden, westlich vom Ostrower Damm, nördlich und östlich von der Spree begrenzt. In unmittelbarer Nähe der Villa war er als Ziergarten gestaltet worden. Daran schloss sich östlich ein Obst- und Nutzgartenbereich an, in dem gerade Wege die Bäume in Reihen und die Beete in Rechtecke unterteilten. Am Spreeufer entlang führte ein von Baumreihen begleiteter Promenadenweg. Heute ist ein Großteil des Ziergartens mit Betonpflaster befestigt und dient als Parkplatz.
Villa Ostrower Damm 3:

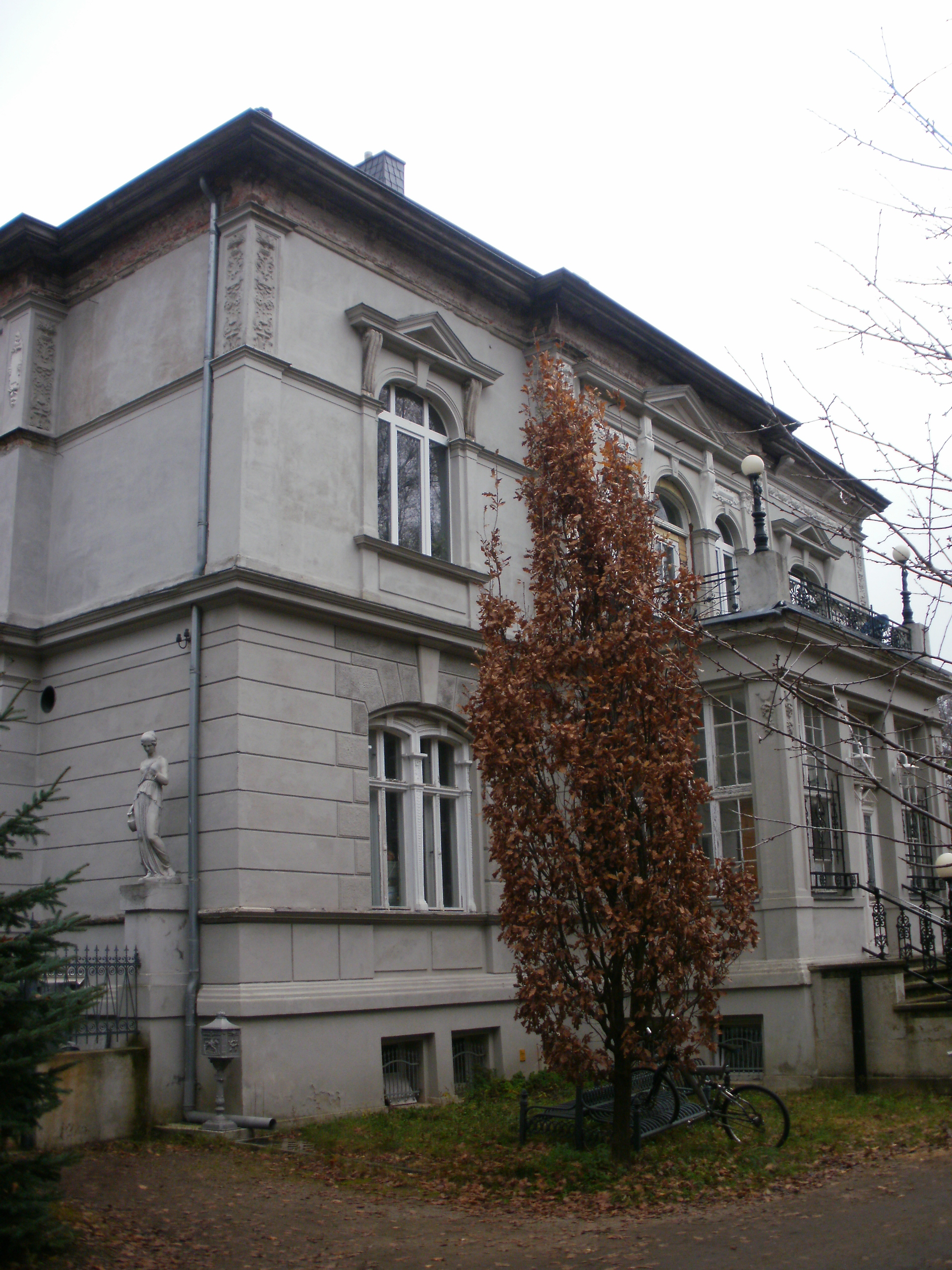
Villa Ostrower Damm 3

C.S. Elias ließ diese Villa 1885 an der Südseite des Fabrikhofs erbauen. Sie ist ein zweigeschossiger Bau mit abgewalmtem Terrassendach. Das Erdgeschoss des Gebäudes ist von Putzbändern überzogen, die Fensterstürze sind dort mit einer Quaderung verziert. Ein Gurtgesims leitet zum Obergeschoss mit reich dekorierten Eckpilastern über. Hier sind die Fenster durch Gesims- oder Dreiecksverdachung hervorgehoben. Der Fassadenabschluss ist eine Kombination aus Zahnschnitt- und Konsolgesims, die von Profil- und Bandleisten begleitet wird. An der Westseite des Gebäudes befindet sich ein flacher Eingangsmittelrisalit, dessen Obergeschoss durch hohe Rundbogen-Treppenhausfenster mit Pilastern und Ornamentfeldern abgeschlossen ist. An der Südseite ist ein Altan mit großer Freitreppe einem dreiachsigen Mittelrisalit vorgesetzt. Auch hier sind die Rundbogenfenster im Obergeschoss schmuckvoll zusammengefasst. Die Villa befindet sich heute in Privatbesitz und wurde teilweise saniert.
Der Garten dieser Villa war ein reiner Ziergarten und auf der von Inselgraben und Spree gebildeten Halbinsel gelegen. Dem Eingang gegenüber befand sich ein kreisförmiges Beet mit rundem Bassin und einem Springbrunnen in der Mitte. Ein von Bäumen begleiteter Rundweg führte die Ufer entlang, wobei auf der südlichen Seite eine Öffnung zwischen den Bäumen den Ausblick auf die Spree erlaubte. Der Bereich zwischen dem Rundweg war mit einer Vielzahl von geschwungenen Wegen versehen. Heute ist der Garten durch einen öffentlichen Weg und eine Fernwärmeleitung von der Villa getrennt, verfügt aber über den größten Teil seines ursprünglichen Baumbestandes.

## Fabrikgebäude

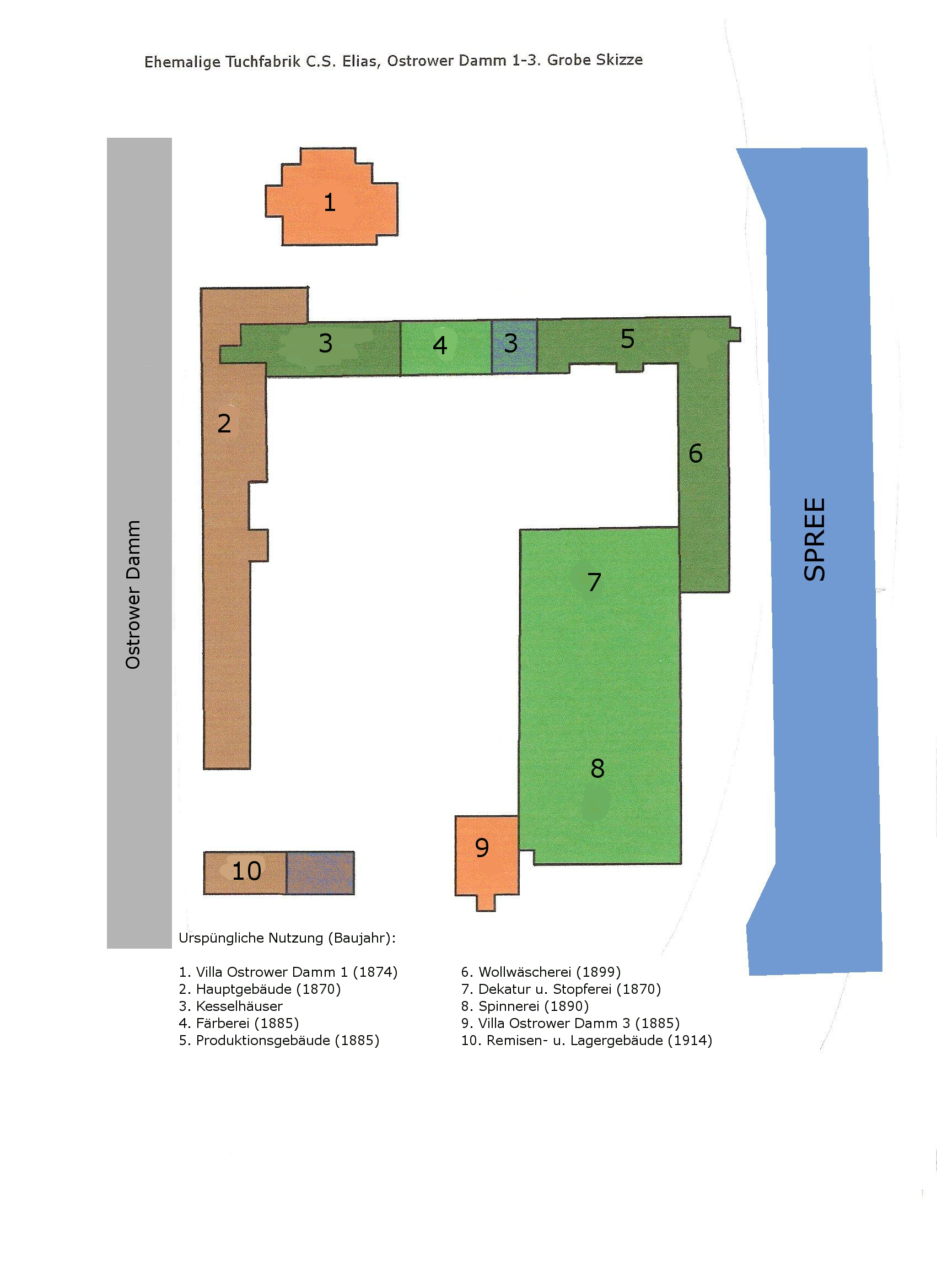
Skizze mit Legende

Hauptgebäude: Das große viergeschossige Gebäude mit L-förmigem Grundriss wurde um 1870 erbaut und ist mit seiner Langseite zum Ostrower Damm ausgerichtet. Seine Fassadengliederung ist durch geschosstrennende Gesimsfriese, die Fenster verbindende Sohlbankgesimse und ein mehrfach getrepptes Traufgesims betont. An der Hofseite befindet sich außerdem ein fünfgeschossiger Treppenhausvorbau, dessen zinnenartiger Traufabschluss mit polygonalen Eckpfeilern im Stil der Tudorgotik verziert ist. Das Gebäude bietet heute 1950 Quadratmeter Bürofläche mit Speisesaal und Küche.
Kesselhäuser: Beidseitig der Färberei befinden sich zwei ehemalige Kesselhäuser, die in ihrem Erscheinungsbild stark verändert wurden. An dem linken Kesselhaus ist der Schornstein aus Ziegelmauerwerk erhalten geblieben. Der quadratische untere Querschnitt des Schornsteins ist mit einem Gesims abgeschlossen. Das östliche Kesselhaus dient heute als Garage.
Färberei: Die zweigeschossige, sechsachsige Färberei (Baujahr 1885) entstand direkt über dem Inselgraben, wobei das Erdgeschoss höher gebaut ist als das Obergeschoss. Sie dient heute als Lager- und Werkhalle mit Büros.
Produktionsgebäude: Das viergeschossige Produktionsgebäude wurde 1885 erbaut und durch ähnliche Gesims- und Fensterordnung der Ansicht der älteren Gebäude angepasst. Seine Fassade ist außerdem mit Ecklisenen bereichert. Es hat einen Treppenhausrisalit und einen kleinen Anbau, die beide von Lisenen gerahmt und von einem getreppten Giebelgesims verkröpft sind. Der Bau dient heute als Büro- und Lagergebäude. Der Anbau ist zu einer Garage umgebaut worden.
Wollwäscherei: Die Wollwäscherei entstand in mehreren Bauabschnitten (unter anderem 1899) und weist ebenfalls eine Fassadengliederung durch Lisenen und Gesimse auf. Sie dient heute als Büro- und Lagergebäude und schließt den Hof im Osten ab.
Spinnerei: Die Spinnerei wurde 1890 fertiggestellt. Vier der ursprünglich sechs Sheddächer wurden zu Satteldächern umgebaut. Sie dient heute als Werk- und Lagerhalle.
Dekatur und Stopferei: Analoge Erweiterung der Spinnerei zur Unterbringung einer Dekatur und Stopferei, sie erfolgte wohl noch vor 1914. Die Erweiterung dient heute ebenso als Werk- und Lagerhalle.
Remisen- und Lagergebäude: Giebelständig zum Ostrower Damm aufgeführtes dreigeschossiges Remisen- und Lagergebäude. Es wurde 1999 saniert und dient heute als Bürohaus. Die ehemalige Stallung an der Ostseite des Baus wurde zu einer Garage umgebaut.

## Bedeutung
Die Fabrik C.S. Elias gehörte über siebzig Jahre lang zu den bedeutenden Textilproduktionsstätten in Cottbus und ist Zeugnis dafür, in welchem Maße sich dieser Industriezweig seit 1860 expandierend entwickelte und zu einem Hauptwirtschaftsfaktor der Stadt wurde. Das Baudenkmalensemble ist nicht nur eines der größten, sondern auch die einzige nahezu komplett erhalten gebliebene Cottbuser Tuchfabrik jener Zeit, an der damalige Produktionsabläufe ablesbar sind. Damit gehört sie zu den erhaltenswerten Beispielen Cottbuser Industriearchitektur der Gründerzeit. Baugeschichtlich bemerkenswert ist dabei, dass die zeittypisch zurückhaltende Ausführung der Bauten bis ins Detail erhalten worden ist.
Die Villen zeugen mit dem Kontrast zu den schlichten Industriegebäuden vom Reichtum und Anspruch ihrer Besitzer. Die Villa Ostrower Damm 3 verkörpert mit ihrer kubischen, durch Risalite aufgelockerten Grundform und dem Bauschmuck den klassischen Typus der Neurenaissance. Bei der Villa Ostrower Damm 1 kombinierte der Architekt das historische Formenrepertoire mit vom Jugendstil beeinflussten Elementen wie Putzreliefs und Masken.
Die Villengärten waren typische Beispiele der in der Gründerzeit vorherrschenden künstlerischen Auffassung zur Gestaltung solcher. Sie bilden heute ein Teilstück einer Aufeinanderreihung von Grünanlagen entlang der Spree. Dieser nach ästhetischen und stadtökologischen Gesichtspunkten angelegte Grünweg wurde vor allem durch den 1872 gegründeten Verschönerungsverein gefördert. Mit ihrer Gestaltung und den alten Baumbeständen sind die Gärten von gartenhistorischem Interesse. Die Gesamtanlage dominiert außerdem architektonisch diesen Teil der Stadt. Die bis heute erlebbare Atmosphäre des Ostrower Damms und der Flusslandschaft wird maßgeblich von der Beziehung zwischen den Gebäuden und Grünanlagen der Gärten getragen.

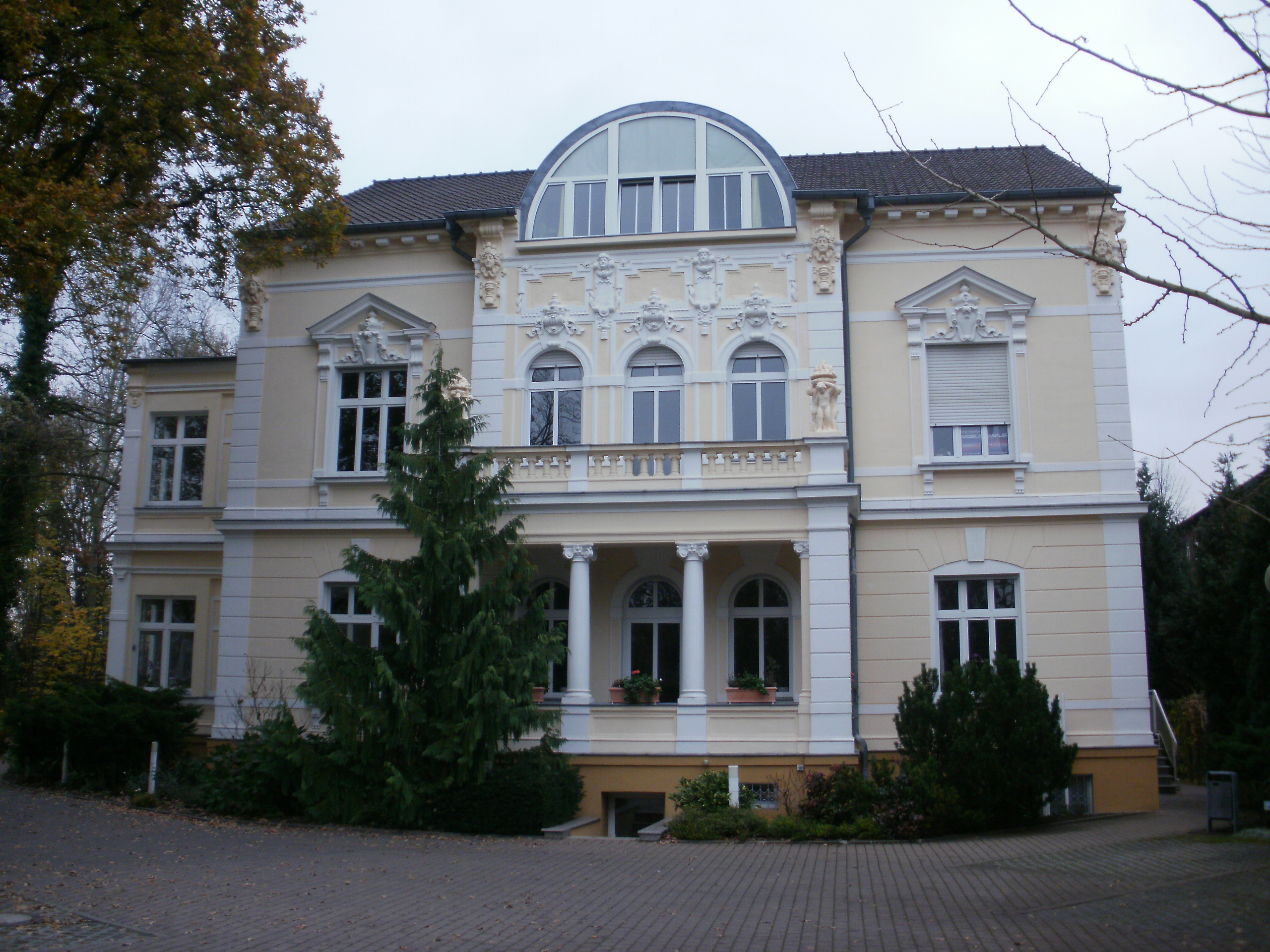
Fabrikantenvilla Ostrower Damm 1
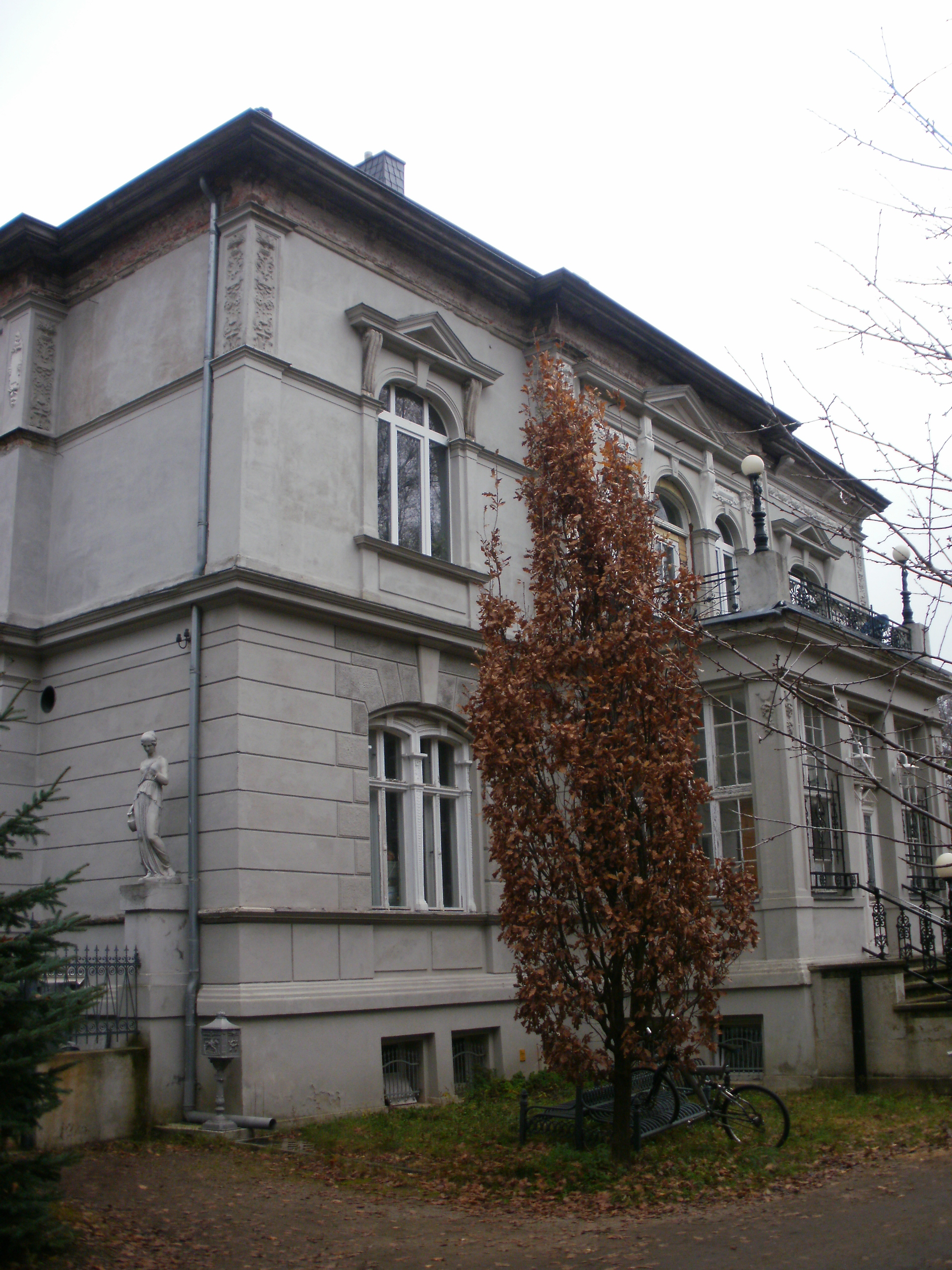
Fabrikantenvilla Ostrower Damm 3 (Ansicht von Südwesten)
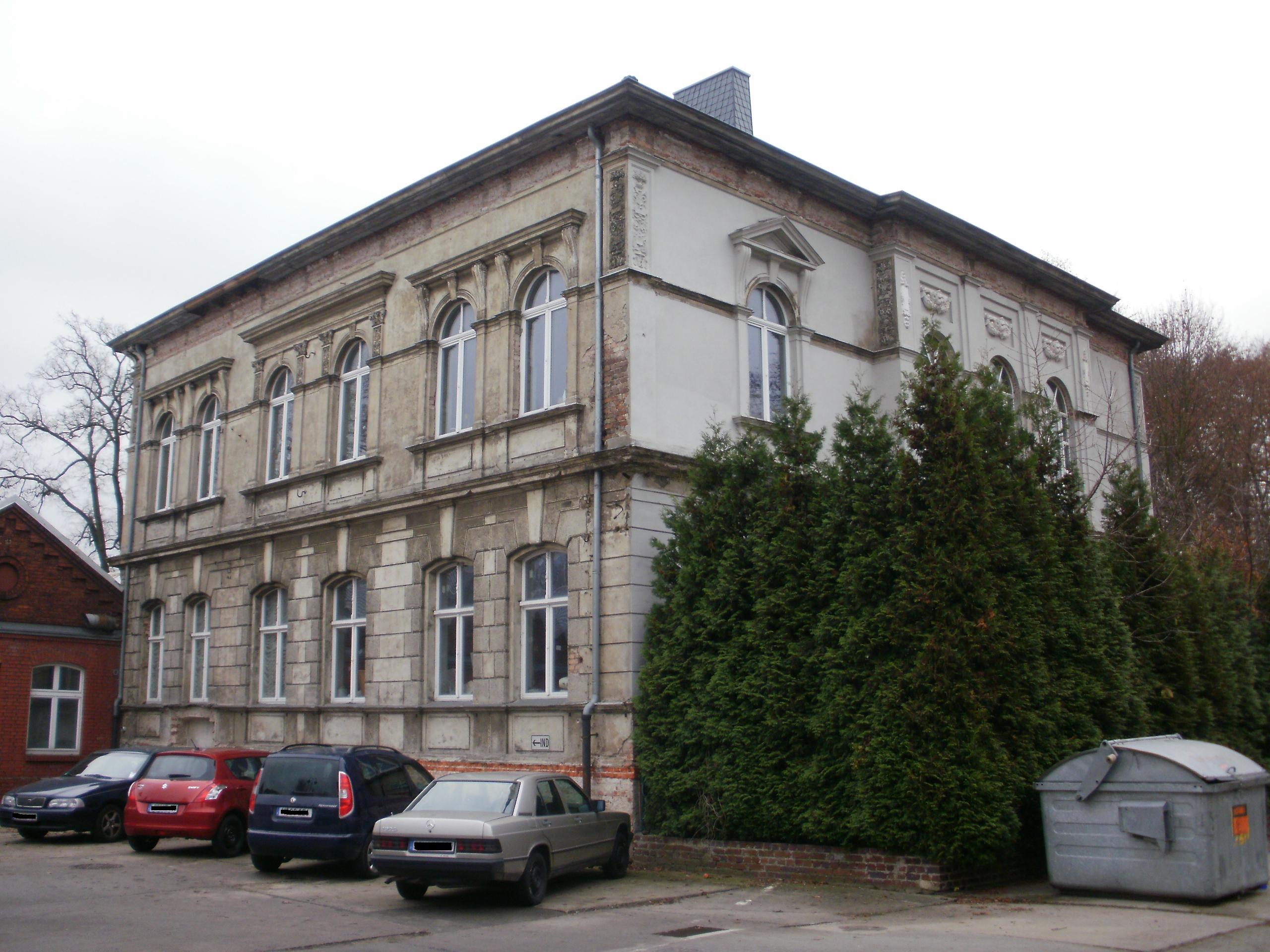
Fabrikantenvilla Ostrower Damm 3 (Ansicht von Nordwesten)
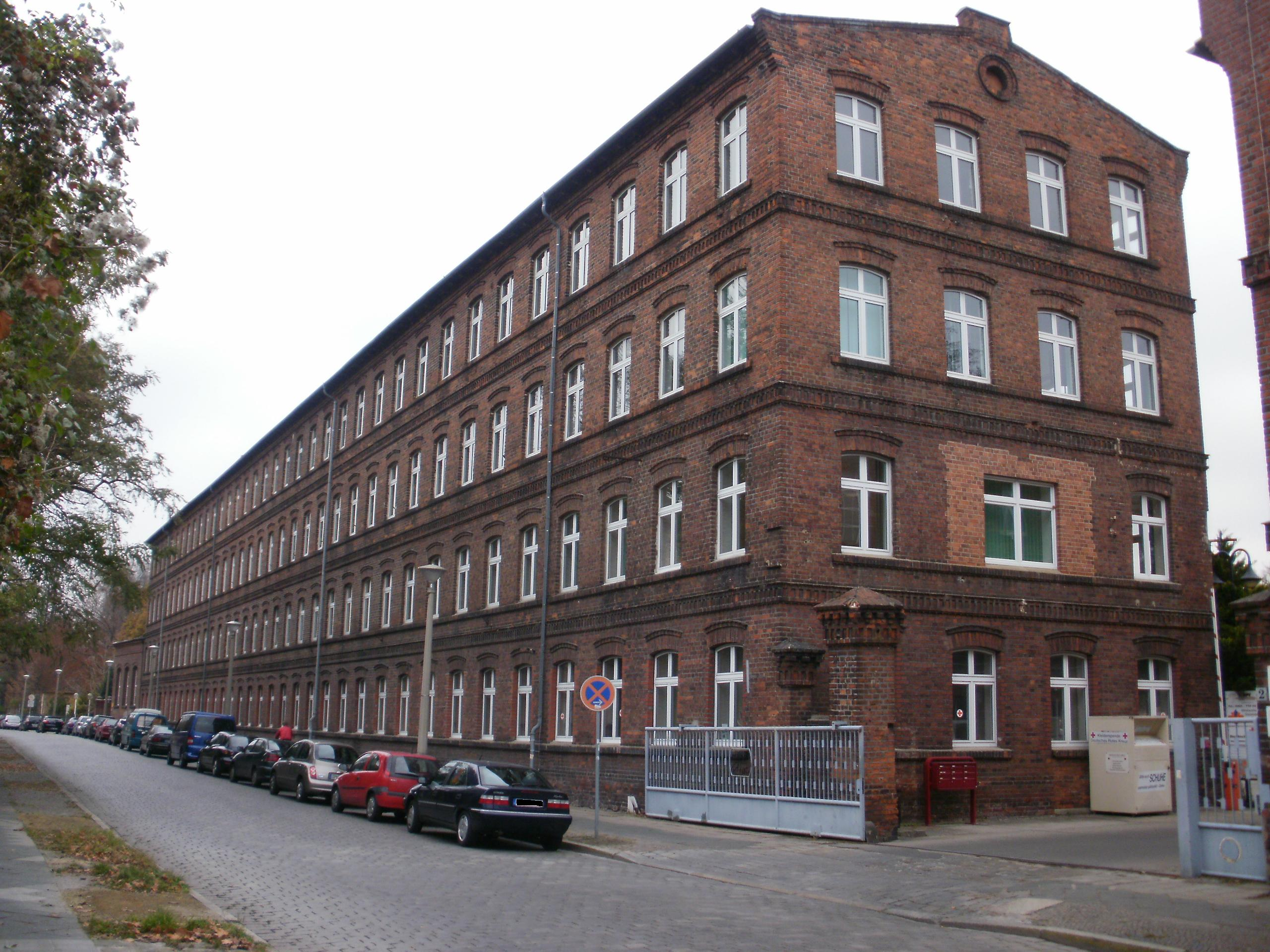
Hauptgebäude
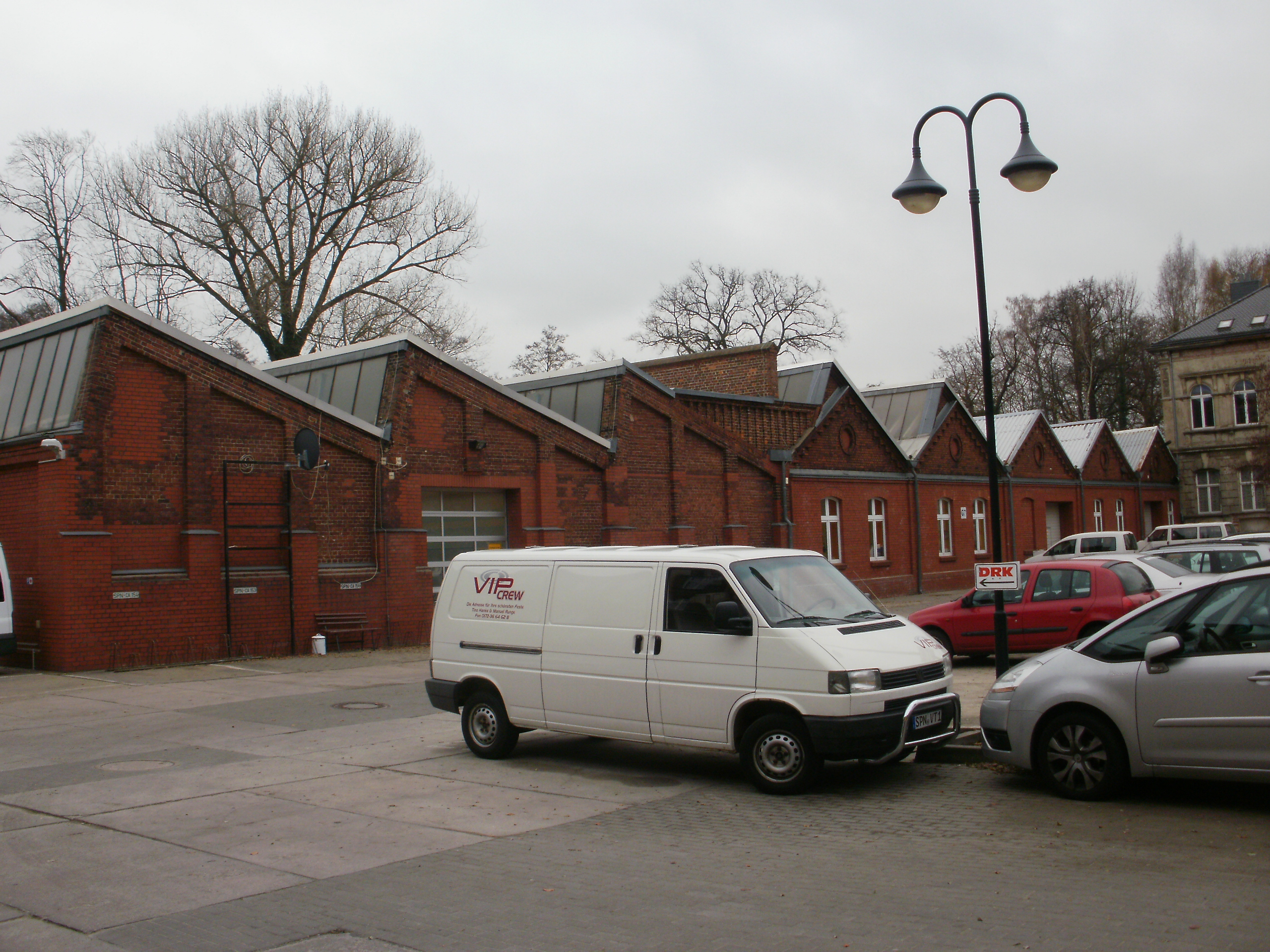
Werk- und Lagerhallen
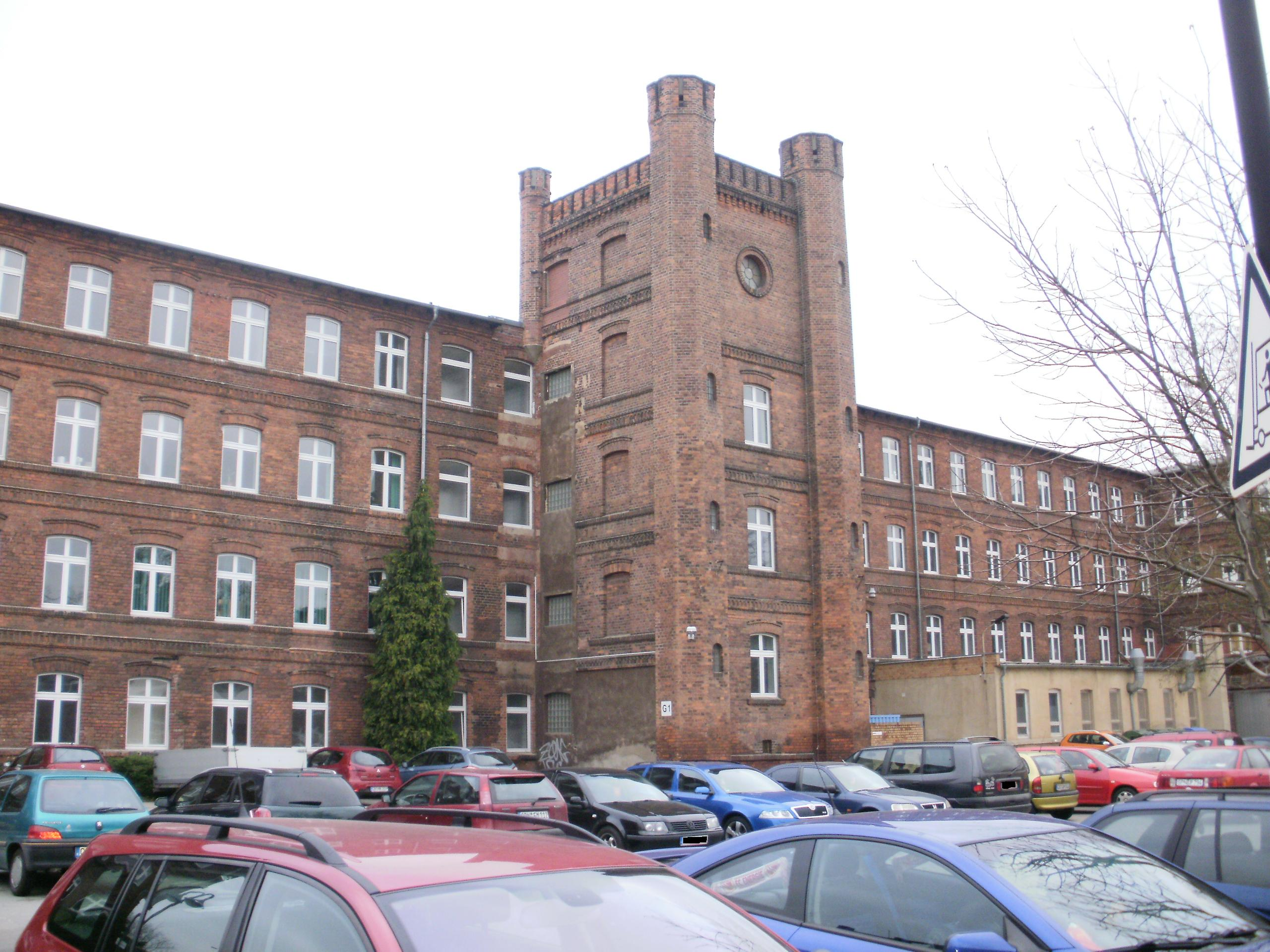
Hauptgebäude mit Treppenhausvorbau
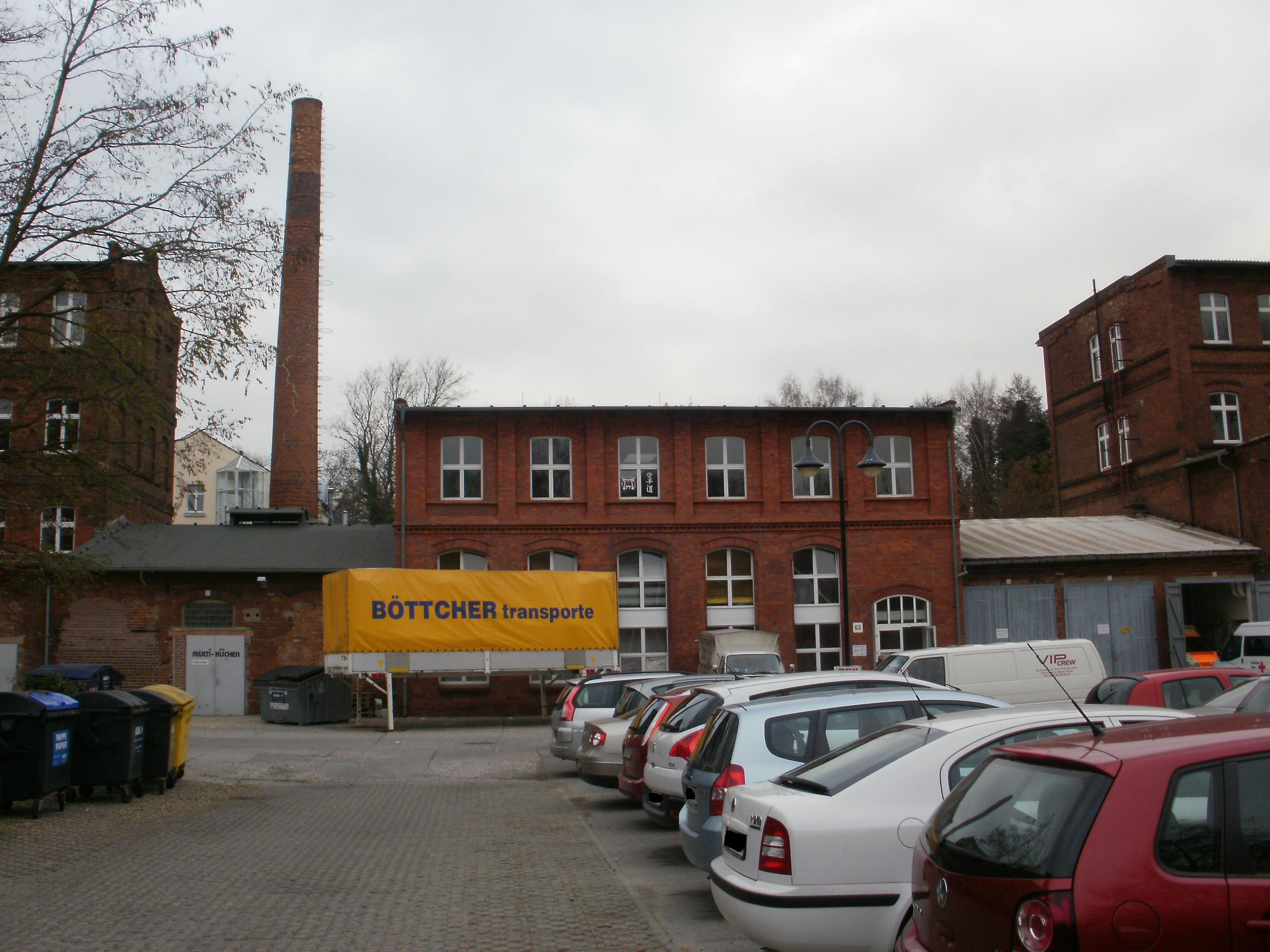
Färberei (Mitte) und Kesselhäuser
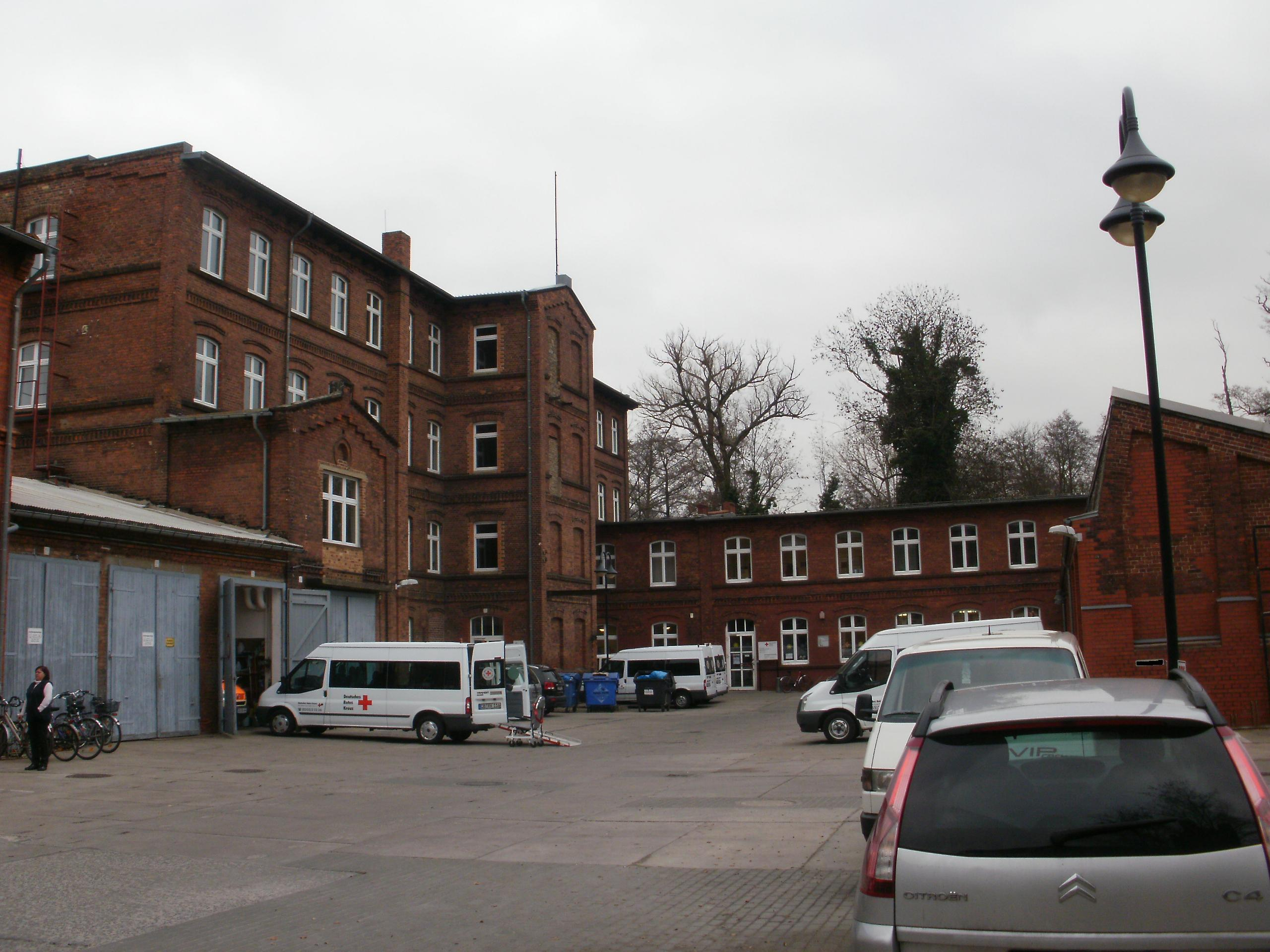
Produktionsgebäude und Wollwäscherei
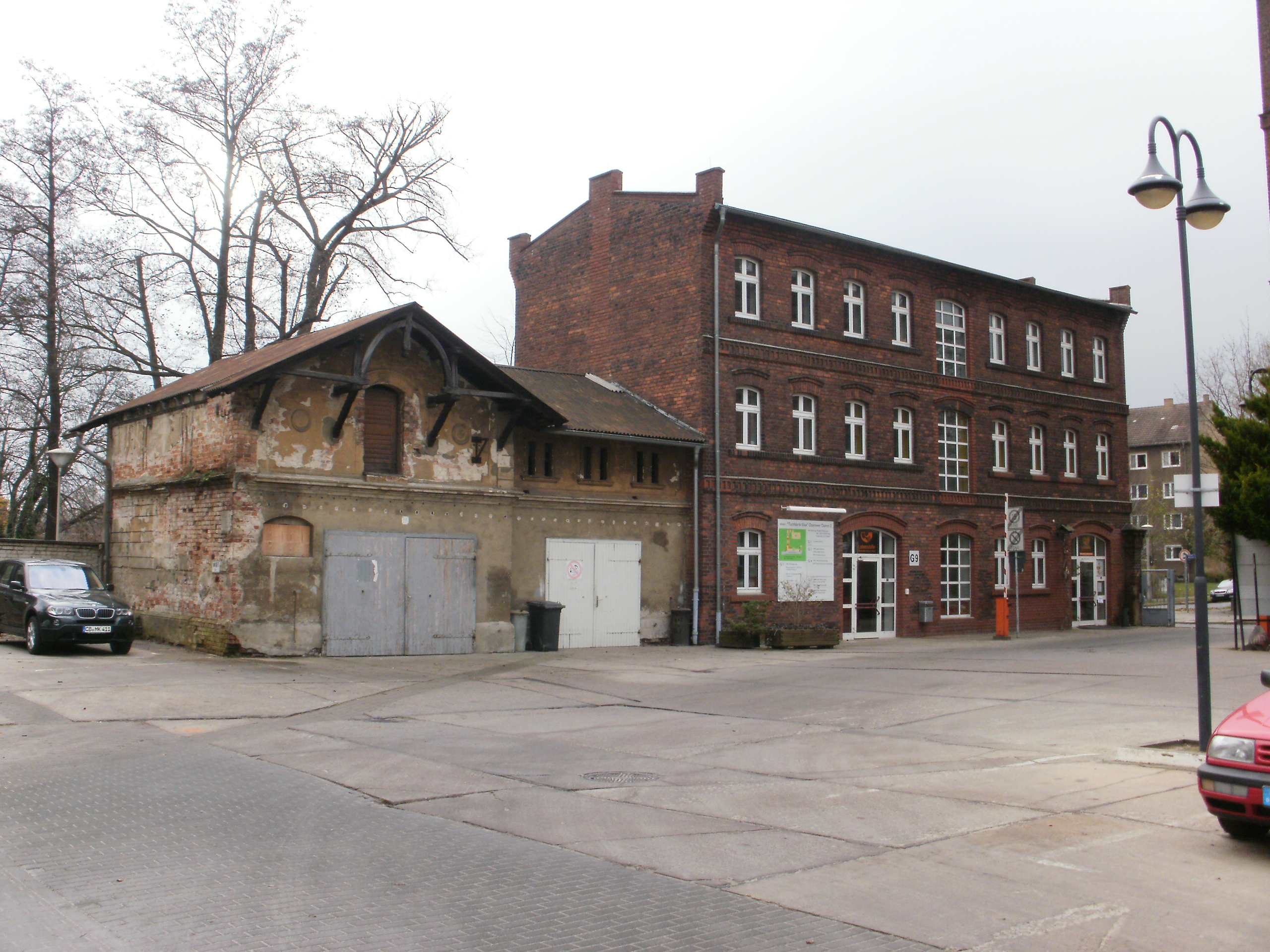
Remisen- und Lagergebäude mit Stallung